# Campeonato de Francia de Baloncesto Pro B
El Campeonato de Francia de Baloncesto Pro B (en francés, Championnat de France de basket-ball Pro B, o, popularmente Pro B) es la segunda división de baloncesto profesional de Francia. Desde 1987, se encuentra bajo los auspicios de la Liga Nacional de Baloncesto. El campeón actual es el Stade rochelais basket.

## Historia
Desde su creación en 1932, la segunda división del baloncesto francés ha tenido diversas denominaciones a lo largo de los años.
- 1932-1949 : Honneur
- 1950-1963 : Excellence
- 1964-1987 : Nationale 2
- 1988-1992 : Nationale 1B
- 1992-1993 : Nationale A2
- Desde 1993 : Pro B

## Formato de Competición
La competición la forman 20 equipos, que compiten en una fase regular de todos contra todos (38 partidos, ida y vuelta). 
El primero de la Liga Regular asciende a la Betclic Élite y será el campeón de la Pro B, pero no participa en los play-offs, que lo juegan los equipos clasificados del 2º al 9º lugar. El ganador de estos play-offs será el que acompañe al primero de la temporada regular en la Betclic Élite (en 2024, debido al recorte de la Betclic Élite de 18 a 16 equipos, sólo ascendió el campeón de los play-offs y disputaron los play-offs del 1º al 8º clasificado). 
Todos los play-offs se juegan al mejor de 3 partidos. Los 2 últimos clasificados en la Liga Regular descienden a la Nationale Masculine 1 (en 2024, debido a la ampliación de la liga de 18 a 20 equipos, solo descendió el Étoile Angers Basket), de la que suben el campeón de la Liga Regular y el campeón de los play-offs (en 2024, debido a la desaparición del Metropolitans 92 y del Lille Métropole Basket, también ascendió el C' Chartres Basket Masculin). 
Desde la temporada 2014-2015, todos los equipos de la liga disputan la Leaders Cup Pro B. Esta competición se desarrolla en forma de grupos geográficos. Al finalizar la 1ª fase, los 8 mejores clasificados compiten en la fase final. El ganador de la competición, cuya final se disputa el mismo día que la final de la Leaders Cup, se clasifica directamente para los play-offs que se disputan al final de la temporada regular.

## Equipos Temporada 2024-25
| Equipo                                   | Ciudad                     | Pabellón                                     | Capacidad |
| ---------------------------------------- | -------------------------- | -------------------------------------------- | --------- |
| Aix Maurienne Savoie Basket              | Aix-les-Bains              | Halle Marlioz                                | 1,900     |
| Sharks d'Antibes                         | Antibes                    | Azur Arena Antibes                           | 5,249     |
| ADA Blois Basket 41                      | Blois                      | Salle du Jeu de Paume                        | 2,525     |
| Boulazac Basket Dordogne                 | Boulazac                   | Le Palio                                     | 5,069     |
| Caen Basket Calvados                     | Caen                       | Palais des sports de Caen                    | 4,200     |
| Champagne Basket                         | Châlons-en-Champagne Reims | Reims Arena                                  | 5,500     |
| C’Chartres Métropole Basket              | Chartres                   | Le Colisée                                   | 4,186     |
| Denain Voltaire Basket                   | Denain                     | Salle Jean Degros                            | 2,500     |
| ALM Évreux Basket                        | Évreux                     | Salle Jean Fourré                            | 2,262     |
| Fos Provence Basket                      | Fos-sur-Mer                | Halle des sports Parsemain                   | 1,387     |
| Alliance Sport Alsace                    | Gries & Souffelweyersheim  | Espace Sport La Foret Salle des Sept Arpents | 1,450 632 |
| Hyères-Toulon Var Basket                 | Hyères Toulon              | Espace 3000                                  | 2,500     |
| Nantes Basket Hermine                    | Nantes                     | Salle de la Trocardière                      | 4,300     |
| Orléans Loiret Basket                    | Orleans                    | CO’met Arena                                 | 10,000    |
| ÉB Pau-Orthez                            | Pau                        | Palais des sports de Pau                     | 7,707     |
| Poitiers Basket 86                       | Poitiers                   | Salle omnisports Jean-Pierre-Garnier         | 2,700     |
| Chorale Roanne Basket                    | Roanne                     | Halle André-Vacheresse                       | 5,020     |
| Rouen Métropole Basket                   | Rouen                      | Kindarena                                    | 5,789     |
| Saint-Chamond Andrézieux-Bouthéon Basket | Saint-Chamond              | Arena Saint-Étienne Métropole                | 4,200     |
| Jeanne d'Arc de Vichy                    | Vichy                      | Palais des Sports Pierre-Coulon              | 3,200     |

1. ↑  Formado por la fusión de cinco clubes tras la temporada 2020–21: BC Gries Oberhoffen y BC Souffelweyersheim, que jugaron ambos la temporada 2020–21 de la Pro B, además del BC Nord Alsace, Weyersheim BB y el Walbourg-Eschbach Basket.

## Palmarés
| Honneur - 1932 : Saint-Charles Alfortville - 1933 : SS Nilvange - 1934 : CS Plaisance - 1935 : US Métro - 1936 : Racing CF - 1937 : Championnet Sports - 1938 : AS Cherbourg - 1939 a 1946 : sin campeonato - 1947 : UA Marseille - 1948 : AS Roanne - 1949 : Championnet Sports (2) |  | Excellence - 1950 : ASC Est Paris - 1951 : Olympique d'Antibes - 1952 : Olympique de Marsella - 1953 : US Métro - 1954 : ASPO Tours - 1955 : Étoile de Mézières - 1957 : SA Lyon - 1958 : CO Billancourt - 1959 : Alsace de Bagnolet - 1960 : AS Denain Voltaire - 1961 : JSA Bordeaux - 1962 : SCM Le Mans - 1963 : Stade Français |  | Nationale 2 - 1964 : AS Denain Voltaire (2) - 1965 : Caen BC - 1966 : BC Montbrison - 1967 : ASPO Tours (2) - 1968 : Olympique d'Antibes - 1969 : Paris UC - 1970 : Caen BC (2) - 1971 : ABC Nantes - 1972 : JA Vichy - 1973 : AS Mónaco Basket - 1974 : Niza BC - 1975 : EB Orthez - 1976 : RSC Valenciennes |  | - 1977 : Racing CF - 1978 : Mulhouse BC - 1979 : Stade Français (2) - 1980 : ESM Challans - 1981 : GSCM Roanne - 1982 : Niza BC (2) - 1983 : CRO Lyon - 1984 : CA Saint-Etienne - 1985 : Racing CF (2) - 1986 : Cholet Basket - 1987 : BCM Gravelines |  |  |

| La Nationale 2 es rebautizada como Nationale 1B  |                                            |                                                     |
| Año                                              | Campeón                                    | Equipos que ascienden                               |
| 1988                                             | Montpellier PSC                            | Montpellier PSC, Saint-Quentin BB, BCM Gravelines   |
| 1989                                             | Reims CB                                   | Reims CB, Chorale Roanne                            |
| 1990                                             | SCM Le Mans (2)                            | SCM Le Mans, JDA Dijon                              |
| 1991                                             | CRO Lyon (2)                               | CRO Lyon, Tours BC                                  |
| 1992                                             | Levallois SC                               | Levallois SC, ESPE Châlons-en-Champagne             |
| La Nationale 1B es rebautizada como Nationale A2 |                                            |                                                     |
| 1993                                             | ASA Sceaux                                 | ASA Sceaux                                          |
| La Nationale A2 es rebautizada como Pro B        |                                            |                                                     |
| 1994                                             | SLUC Nancy                                 | SLUC Nancy, Strasbourg IG                           |
| 1995                                             | Besançon BCD                               | Besançon BCD, ALM Évreux                            |
| 1996                                             | Toulouse Spacer's                          | Elan Sportif Chalonnais                             |
| 1997                                             | Maurienne Savoie                           | Toulouse Spacer's                                   |
| 1998                                             | Levallois SC (2)                           | Levallois SC                                        |
| 1999                                             | Strasbourg IG                              | Strasbourg IG, ESPE Châlons-en-Champagne            |
| 2000                                             | JL Bourg-en-Bresse                         | JL Bourg-en-Bresse, STB Le Havre                    |
| 2001                                             | CSP Limoges                                | CSP Limoges, Hyères Toulon VB                       |
| 2002                                             | JA Vichy                                   | JA Vichy, Chorale Roanne                            |
| 2003                                             | Reims CB (2)                               | Reims CB, Besançon BCD                              |
| 2004                                             | Stade Clermontois Basket                   | Stade Clermontois Basket, ESPE Châlons-en-Champagne |
| 2005                                             | Étendard de Brest                          | Étendard de Brest, SPO Rouen                        |
| 2006                                             | Entente Orléanaise                         | Besançon BCD, Entente Orléanaise                    |
| 2007                                             | JA Vichy (3)                               | JA Vichy                                            |
| 2008                                             | Besançon BCD (2)                           | SPO Rouen Basket, Besançon BCD                      |
| 2009                                             | Poitiers Basket 86                         | Paris-Levallois, Poitiers Basket 86                 |
| 2010                                             | ÉB Pau-Orthez (2)                          | ÉB Pau-Orthez, Limoges CSP                          |
| 2011                                             | JSF Nanterre                               | JSF Nanterre, JDA Dijon                             |
| 2012                                             | CSP Limoges (2)                            | CSP Limoges, Boulazac Basket Dordogne               |
| 2013                                             | Sharks d'Antibes (3)                       | Sharks d'Antibes, ÉB Pau-Orthez,                    |
| 2014                                             | S.O.M. Boulogne                            | S.O.M. Boulogne, JL Bourg Basket                    |
| 2015                                             | AS Mónaco Basket (2)                       | AS Mónaco Basket, Sharks d'Antibes                  |
| 2016                                             | Hyères-Toulon Var Basket                   | Hyères-Toulon Var Basket, ESSM Le Portel            |
| 2017                                             | JL Bourg-en-Bresse (2)                     | JL Bourg-en-Bresse, Boulazac Basket Dordogne        |
| 2018                                             | ADA Blois Basket                           | Fos Provence Basket                                 |
| 2019                                             | Chorale Roanne Basket (2)                  | Chorale Roanne Basket, Orléans Loiret Basket        |
| 2020                                             | Cancelada debido a la pandemia de COVID-19 | Cancelada debido a la pandemia de COVID-19          |
| 2021                                             | Fos Provence Basket                        | Fos Provence Basket, Paris Basketball               |
| 2022                                             | SLUC Nancy Basket (2)                      | SLUC Nancy Basket, ADA Blois Basket                 |
| 2023                                             | Saint-Quentin Basket-Ball                  | Élan Chalon                                         |
| 2024                                             | Stade Rochelais                            | Stade Rochelais                                     |

## MVP's de la Liga
Palmarés de (MVP's) de la Pro B por Maxi-Basket y Basket News a partir de 2009.

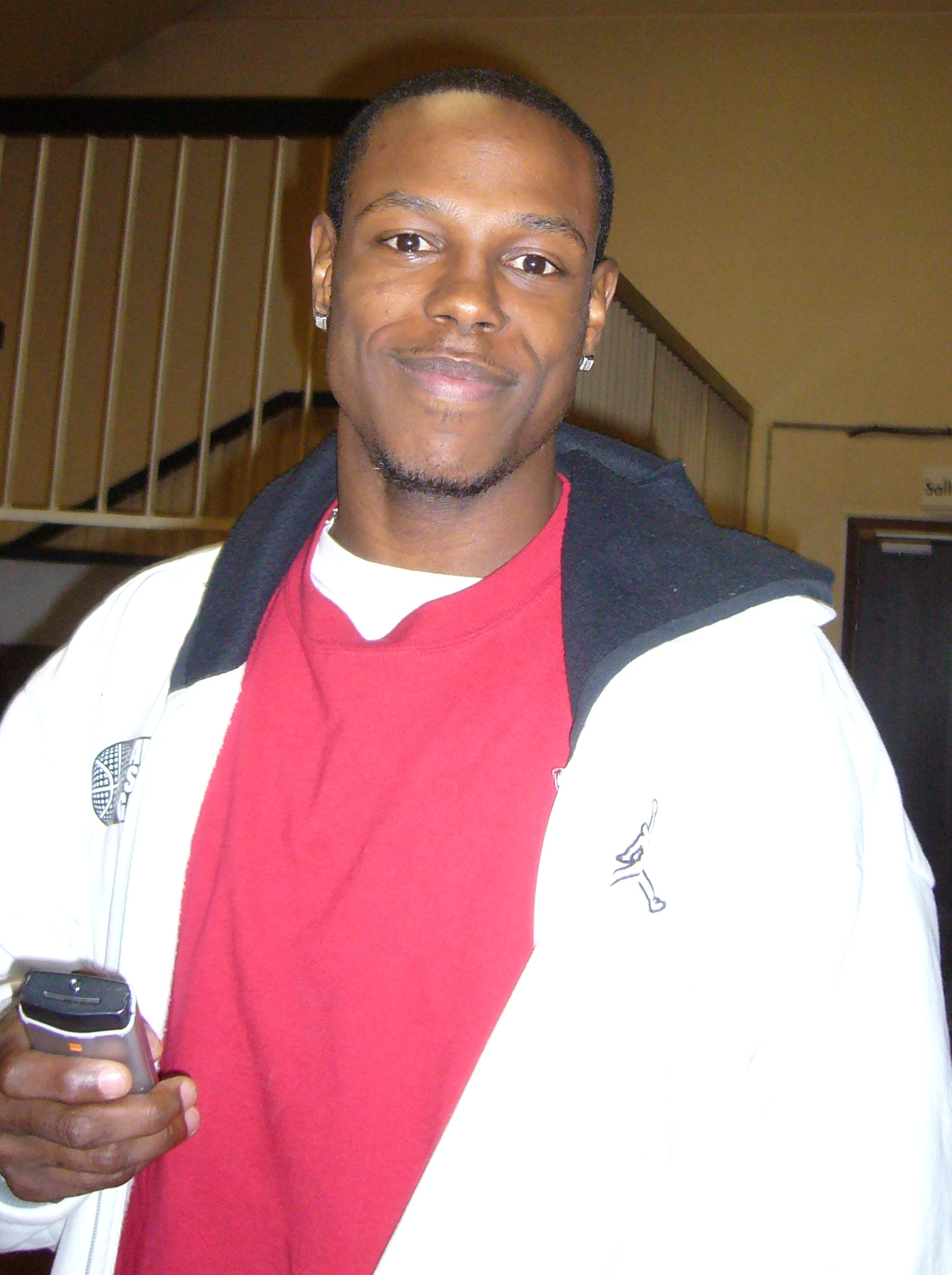
Jimmal Ball, MVP en 2007 y 2009
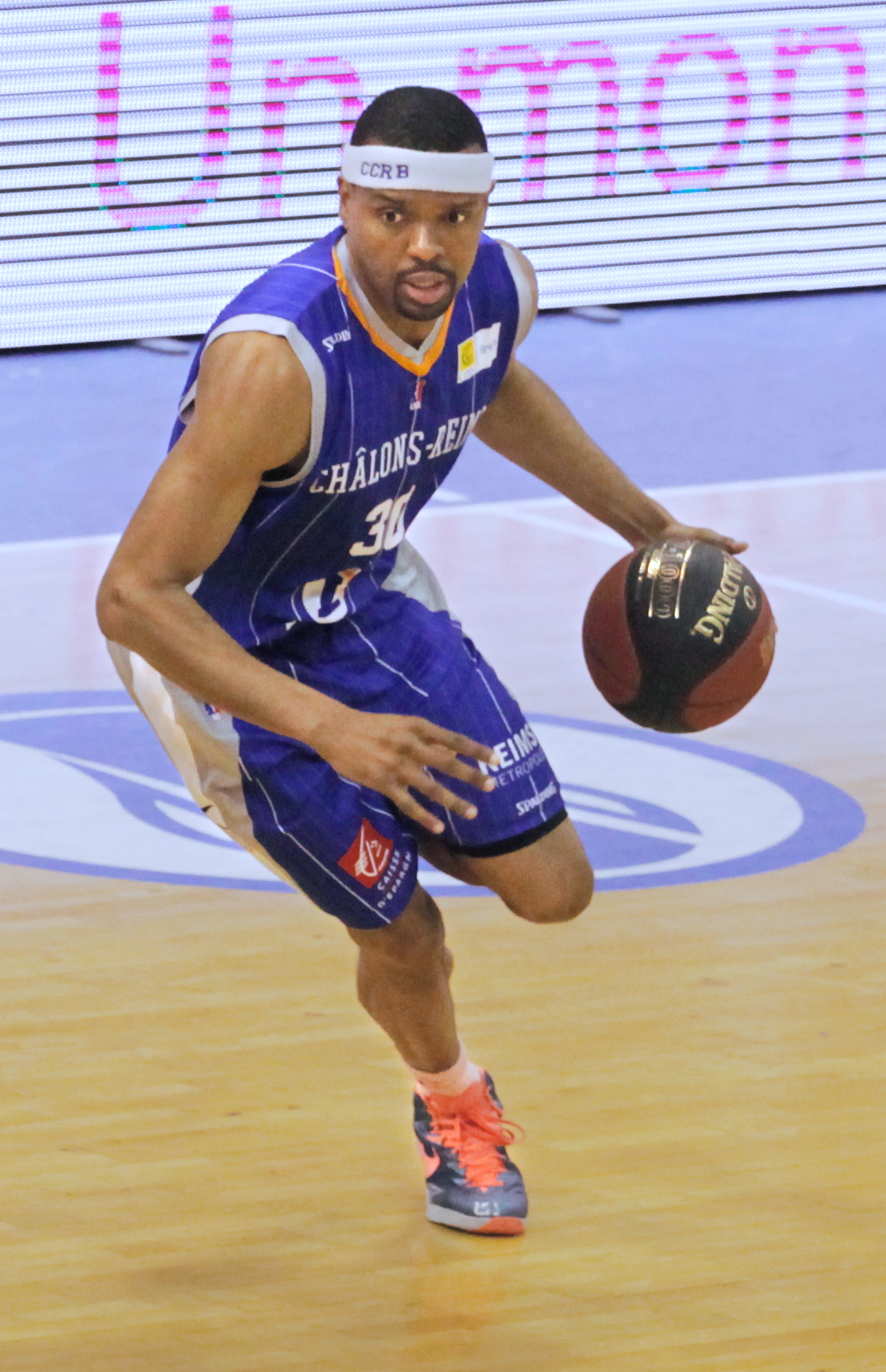
Michel Morandais, MVP en 2014
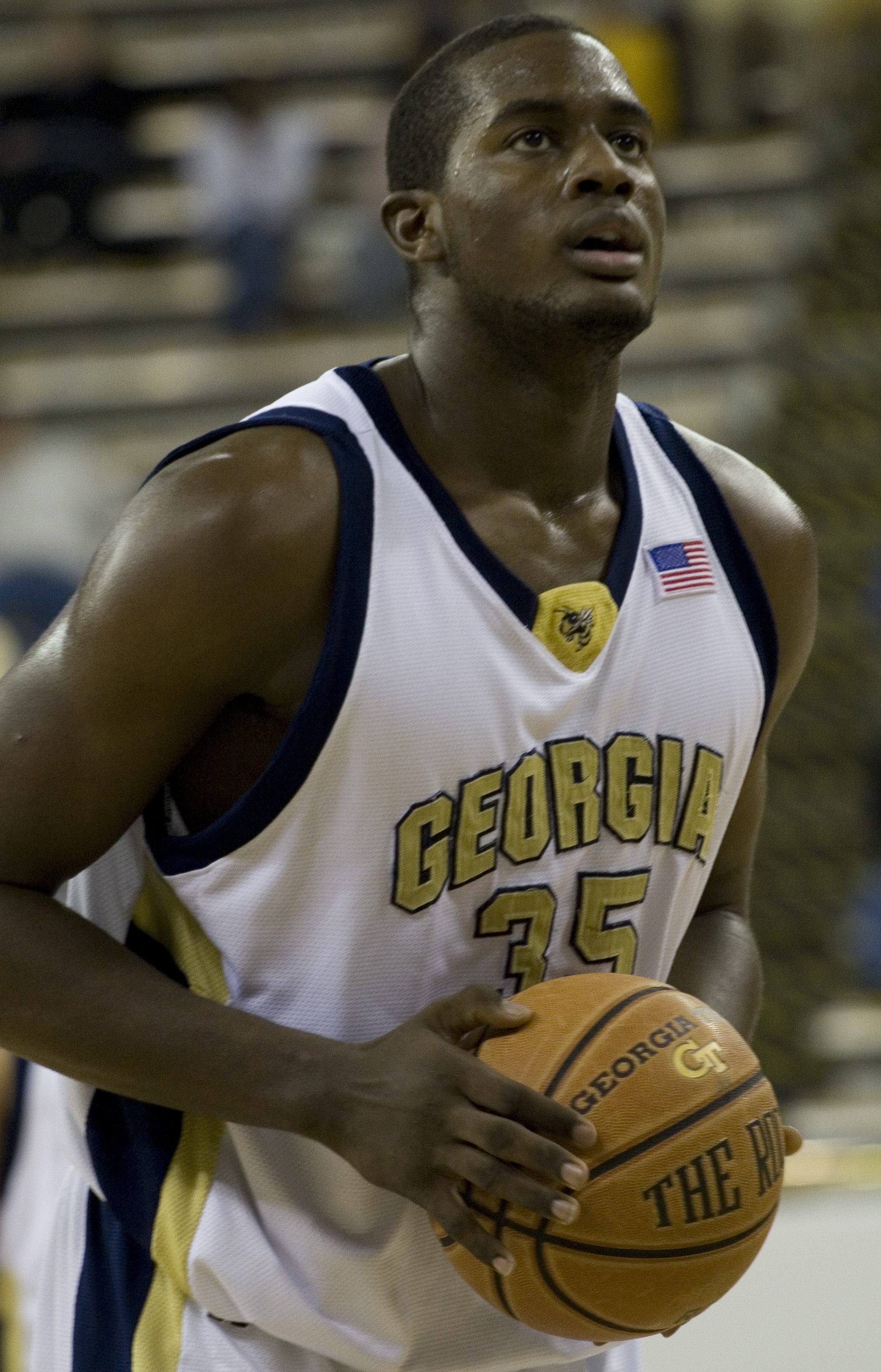
Zachery Peacock, MVP en 2014 y 2017
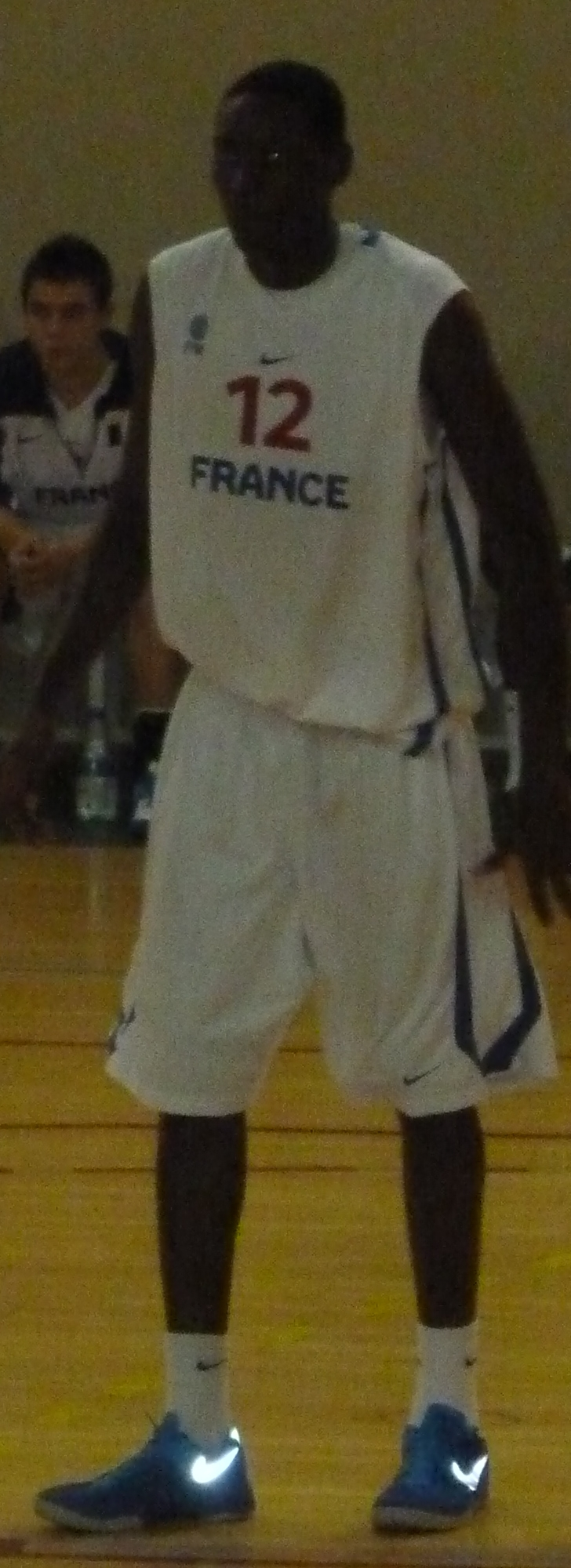
Stéphane Gombauld, MVP en 2022

| Temporada | Francés                                 | Extranjero                                                |
| --------- | --------------------------------------- | --------------------------------------------------------- |
| 1992      | Patrick Cham (Levallois)                | Estados Unidos Terence Stansbury (Levallois)              |
| 1993      | Moustapha Sonko (Sceaux)                | Estados Unidos Winston Crite (Sceaux)                     |
| 1994      | Bruno Hamm (Strasbourg)                 | Estados Unidos James Banks (Caen)                         |
| 1995      | Frédéric Hufnagel (La Rochelle)         | Estados Unidos James Banks (Caen) (2)                     |
| 1996      | Karim Gharbi (Hyères Toulon)            | Estados Unidos David Booth (Toulouse)                     |
| 1997      | David Condouant (Vichy)                 | Estados Unidos Geoff Lear (Hyères Toulon)                 |
| 1998      | Jimmy Vérove (Brest)                    | Estados Unidos Larry Terry (Mulhouse)                     |
| 1999      | Ahmadou Keita (Strasbourg)              | Estados Unidos Jarod Stevenson (Strasbourg)               |
| 2000      | Charles-Henri Grétouce (Bondy)          | Estados Unidos Elliot Hatcher (Vichy)                     |
| 2001      | Laurent Cazalon (Roanne)                | San Vicente y las Granadinas Floyd Miller (Hyères Toulon) |
| 2002      | Jean-Philippe Tailleman (Golbey-Epinal) | Estados Unidos Rahshon Turner (Vichy)                     |
| 2003      | Cyril Akpomedah (Châlons-en-Champagne)  | Estados Unidos Mike Jones (Saint-Quentin)                 |
| 2004      | David Melody (Clermont-Ferrand)         | República Checa Ondřej Starosta (Saint-Quentin)           |
| 2005      | Stephen Brun (Brest)                    | Estados Unidos Tyson Patterson (Brest)                    |
| 2006      | Raphaël Desroses (Angers)               | Estados Unidos Cedrick Banks (Besançon)                   |
| 2007      | Joachim Ekanga-Ehawa (Nanterre)         | Estados Unidos Jimmal Ball (Vichy)                        |
| 2008      | Adrien Moerman (Nanterre)               | Estados Unidos Rashaun Freeman (Nantes)                   |
| 2009      | Jimmal Ball (Paris-Levallois)           | Estados Unidos Errick Craven (Clermont)                   |
| 2010      | Moussa Badiane (Aix-les-Bains)          | Estados Unidos Teddy Gipson (Pau-Lacq-Orthez)             |
| 2011      | Philippe da Silva (Évreux)              | Estados Unidos Nate Carter (Nanterre)                     |
| 2012      | Joseph Gomis (Limoges)                  | Estados Unidos Chris Massie (Limoges)                     |
| 2013      | Mouhammadou Jaiteh (Boulogne-sur-Mer)   | Estados Unidos Jeremiah Wood (Évreux)                     |
| 2014      | Michel Morandais (Châlons-Reims)        | Estados Unidos Zachery Peacock (Boulogne-sur-Mer)         |

| Temporada | Mejor Jugador                                            |
| --------- | -------------------------------------------------------- |
| 2015      | Estados Unidos Davante Gardner (Hyères-Toulon)           |
| 2016      | Estados Unidos Joe Burton (Évreux)                       |
| 2017      | Estados Unidos Zachery Peacock (Bourg-en-Bresse)         |
| 2018      | Estados Unidos Tyren Johnson (Blois)                     |
| 2019      | Estados Unidos Brandon Jefferson (Orléans)               |
| 2020      | No se concedió                                           |
| 2021      | Estados Unidos Parker Jackson-Cartwright (Saint-Quentin) |
| 2022      | Francia Stéphane Gombauld (Nancy)                        |
| 2023      | Francia Mathis Dossou-Yovo (Saint-Quentin Basket-Ball)   |
| 2024      | Estados Unidos Tray Buchanan (Stade rochelais basket)    |